# Carsten Peter Claussen
Carsten Peter Claussen (* 13. Mai 1927 in Berlin; † 29. Juni 2010 in Düsseldorf) war ein deutscher Jurist, der auf dem Gebiet des Wirtschaftsrechts sowohl wissenschaftlich als auch praktisch als Bankmanager und später als Rechtsanwalt arbeitete. Von 1974 bis 1976 war er für die CDU Mitglied der Hamburgischen Bürgerschaft. Er lehrte von 1975 bis 2005 als Honorarprofessor für Gesellschaftsrecht, Bank- und Börsenrecht an der Universität Hamburg.

## Leben und beruflicher Werdegang
Carsten P. Claussen war der Sohn von Elsbeth Claußen, geborene Brandt, und Bruno Claußen. Sein Vater war Verwaltungsjurist, Ministerialbeamter und bis 1934 Staatssekretär. Verheiratet war Carsten P. Claussen ab 1957 mit der Journalistin Erika M. Claussen, geborene Dose, mit der er vier Kinder (Carsten jun., Johann Hinrich, Jakob und Marie-Theres) hatte. Ihr Sohn Johann Hinrich Claussen ist evangelisch-lutherischer Theologe und Autor.
Am Zweiten Weltkrieg nahm Claussen ab 1943 teil, zunächst als Luftwaffenhelfer, dann als Fähnrich zur See. Nach Kriegsende legte er 1946 das Abitur ab. Nach nur sechs Semestern Studium (Jura und Volkswirtschaft) in Mainz, Köln und West-Berlin bestand er 1951 das Erste juristische Staatsexamen. Im Jahr 1955 wurde er an der Universität Köln mit einer Arbeit über Die Besteuerung und Monopolisierung der deutschen Zündholzindustrie zum Dr. jur. promoviert. Im selben Jahr legte er in Düsseldorf das Zweite Staatsexamen ab.
Claussens beruflicher Werdegang begann mit einer Bankkaufmannslehre bei der Deutschen Unionbank in Frankfurt am Main, einem Unternehmen des Wallenberg-Konzerns. Nach vorübergehenden Tätigkeiten bei der Skandinaviska Banken in Göteborg und Stockholm wurde er 1957 Prokurist, 1961 Geschäftsleiter der Tochterbank in Hamburg und 1965 Geschäftsführer der Deutschen Unionbank (bis 1968). Seine Karriere im Bankgewerbe setzte er als persönlich haftender Gesellschafter der Global-Bank Gerling & Co. KG fort, die jedoch 1975 infolge des Herstatt-Konkurses verkauft werden musste. Danach war er Vorstandsmitglied der Norddeutschen Landesbank in Hannover (bis 1987) und Präsident der Niedersächsischen Börse zu Hannover. 1987 wechselte er in die wirtschaftsrechtlich ausgerichteten Kanzlei Hoffmann, Liebs, Fritsch in Düsseldorf, deren Partner er war.
Parallel zu seiner Karriere in der Unternehmenspraxis setzte er seine wissenschaftliche Laufbahn mit Assistentenjahren bei Heinrich Kronstein in Frankfurt und an der Georgetown University in Washington, D.C. (1959) fort. Ab 1971 lehrte er an der Universität Hamburg Gesellschaftsrecht, Bank- und Börsenrecht, 1975 wurde er zum Honorarprofessor ernannt. Gastdozenturen nach der Wiedervereinigung in Berlin an der damaligen Hochschule für Ökonomie und, bis 2001, an der Heinrich-Heine-Universität Düsseldorf gehören ebenfalls zu seinen Lehrtätigkeiten. Seit 1988 engagierte sich Claussen im Arbeitskreis Evangelischer Unternehmer.
1974 wurde er für die CDU in die Hamburgische Bürgerschaft gewählt. Er legte sein Mandat mit Ende 1976 vorzeitig nieder. Claussen war Vorstand des Wirtschaftsrats der CDU e. V. in Bonn und der Schwedischen Handelskammer in der Bundesrepublik Deutschland.
Claussen war Bergsteiger und starb 2010 im Alter von 83 Jahren. Die Familiengrabstätte befindet sich auf dem Kölner Melaten-Friedhof.

## Werk
Sein wissenschaftliches Werk besteht aus Publikationen wie dem Kölner Kommentar zum Aktienrecht, jetzt umbenannt in Kölner Kommentar zum Rechnungslegungsrecht von der ersten bis zur dritten Auflage in 2009 (bei Carl Heymanns Verlag) und im Lehrbuch zum Bank- und Börsenrecht von der 1. bis zur 4. Auflage 2008 (bei Beck erschienen). Den Anfang machte das Buch Publizität und Gewinnbeteiligung im neuen Aktienrecht, das zur großen deutschen Aktienrechtsreform von 1965 erschien und auf diese Gesetzgebung Einfluss ausübte. Daneben etwa 50 kleinere Bücher und Schriften, gepaart mit 250 Zeitschriften- und Festschriftsbeiträgen.
Zentralthema von Claussen war stets die Modernisierung des Aktien- und Rechnungslegungsrechts, aber unter Aufrechterhaltung des bewährten deutschen Wertekanons, vornehmlich des Anlegerschutzes.

## Auszeichnungen
- Ehrendoktorwürde der juristischen Fakultät der Heinrich-Heine-Universität Düsseldorf (8. April 2005)
- Verdienstkreuz 1. Klasse der Bundesrepublik Deutschland (1996)
- Großes Verdienstkreuz der Bundesrepublik Deutschland (2009)